# Bobley Anderson
Bobley Anderson (La Boa, 3 marzo 1992) è un ex calciatore ivoriano, di ruolo centrocampista.

## Carriera
Ha iniziato la carriera in patria, giocando 4 partite della CAF Champions League con l'AFAD Djekanou, durante le quali ha anche segnato un gol. Nella stagione 2012-2013 gioca 24 partite nel campionato marocchino con il Wydad Casablanca. Nel 2013 passa alla squadra spagnola del Malaga con cui gioca in Primera División.
Nel 2015 si trasferisce allo Châteauroux, segnando all'esordio in campionato e non giocando più alcuna partita.